# Leonor de Reuss-Köstritz
Leonor Carolina Gasparina Luísa (em alemão:  Eleonore Caroline Gasparine Louise; em búlgaro: Елеонора Каролина Гаспарина Луиза; romaniz.: Eleonora Karolina Kasparina Luiza; Trebschen, 22 de agosto de 1860 – Varna, 12 de setembro de 1917) foi a segunda esposa de Fernando I e brevemente princesa consorte da Bulgária em 1908, quando o país foi elevado a reino e ela foi intitulada czarina consorte até sua morte em 1917.

## Biografia
Nascida uma princesa alemã da dinastia de Reuss-Köstritz, era filha de Henrique IV, Príncipe de Reuss-Köstriz e Luísa Carolina Reuss de Greiz. Em 28 de fevereiro de 1908, Leonor casou-se com o então príncipe Fernando I da Bulgária, recentemente viúvo da princesa Maria Luísa de Bourbon-Parma. O casamento ocorreu unicamente por interesse do príncipe em dar uma mãe de criação para os filhos, e Fernando demonstrava pouca consideração por Leonor e a travava Leonor apenas como mais um membro da família.
Conhecida como "o anjo coroado da Bulgária", Leonor participava energicamente em atividades de caridade. Em 1910, ela organizou a Sociedade Samaritana da Bulgária. Na ausência de pessoal de enfermagem, a sociedade desempenhou essencialmente um papel importante através de doações por senhoras da elite. No mesmo ano, e por iniciativa dela, o Ministério da Educação instituiu o fundo "Czarina Leonor", no qual foram arrecadados fundos para a construção de edifícios para os institutos de crianças surdas e cegas. A czarina também fundou o Sanatório Infantil para o tratamento da tuberculose óssea perto de Varna. Durante a Primeira Guerra Mundial, a czarina organizou cursos para as Irmãs da Misericórdia e envolveu-se ela própria nos cuidados aos feridos.
Leonor apreciova o valor e a singularidade dos afrescos do século XIII da Igreja de Boiana e salvou a igreja da demolição comprando e doando fundos para sua revitalização.
Ela adoeceu gravemente no último ano da guerra e após uma longa doença morreu no Palácio de Euxinograd em 12 de setembro de 1917. De acordo com o desejo expresso em seu testamento, a soberana foi enterrada próximo à fachada sul da Igreja de Boiana.